# التعلم التكيفي
التعلم التكيفي المعروف أيضًا بالتدريس التكيفي، هو طريقة تعليمية تستخدم خوارزمية الكمبيوتر لتنظيم التفاعل مع المتعلم وتقديم الموارد المخصصة وايضًا أنشطة التعلم لتلبية الاحتياجات المختلفة لكل طالب. تقوم أجهزة الكمبيوتر بتكييف عرض المواد التعليمية وفقًا لاحتياجات تعلم الطلاب، و اللتي تُستمد من إجاباتهم على الأسئلة وقيامهم بالمهام و أيضًا خبراتهم. تشمل التكنولوجيا المستخدمة في التعلم التكيفي جوانب مستمدة من مختلف المجالات الدراسية بما في ذلك علوم الكمبيوتر، الذكاء الاصطناعي، القياسات النفسانية، التعليم، علم النفس، وعلوم الدماغ.
لقد كان الدافع وراء إيجاد التعلم التكيفي هو أن التعليم المخصص لا يمكن أن يتم تطبيقه على نطاق واسع باستخدام أساليب التعلم التقليدية – غير التكيفية. تسعى أنظمة التعلم التكيفي إلى تحويل المتعلم من وضعية المستقبل السلبي للمعلومات إلى المتعاون في العملية التعليمية. التطبيق الأساسي لأنظمة التعلم التكيفي هو ما يتم في العملية التعليمية، ولكن هناك تطبيق شائع آخر يستخدم فيه التعلم التكيفي وهو التدريب على الأعمال التجارية. وقد تم تصميم هذه الأنظمة كتطبيقات سطح المكتب، وتطبيقات الويب، ويجري الآن إدخالها في المناهج العامة.
تم تنفيذ التعلم التكيفي في أواخر عام 2012 من قبل مجلس المدارس العالمي - لندن في عدة أنواع من الأنظمة التعليمية مثل الوسائط الفائقة المتكيفة، وأنظمة الدروس الذكية، والاختبارات التكيفية المحوسبة، والخوادم التربوية المعتمدة على الكمبيوتر.

## التكنولوجيا المستخدمة والمنهجية المتبعة
تقسم أنظمة التعلم التكيفية تقليديًا إلى مكونات منفصلة أو 'نماذج'. قد يكون هناك أحياناً مجموعات مختلفة من النماذج، ولكن معظم هذه الأنظمة تتضمن بعض أو جميع النماذج التالية (قد تكون بأسماء مختلفة أحيانا):
- نموذج الخبير - النموذج الذي يحتوي على المعلومات التي سيتم تدريسها.
- نموذج الطالب - النموذج الذي يتتبع ويجمع المعلومات عن أداء الطالب.
- النموذج التعليمي - النموذج الذي يحول وينقل المعلومات.
- البيئة التعليمية - واجهة المستخدم للتفاعل مع النظام.

## التطبيقات

### التعلم عن بعد
يمكن تنفيذ أنظمة التعلم التكيفي على الإنترنت و استخدام هذه الأنظمة  في التعلم عن بعد والتعاون الجماعي.
يتضمن مجال التعلم عن بعد الآن جوانب التعلم التكيفي. تمكنت الأنظمة الأولية التي لا تحتوي على جانب التعلم التكيفي من تقديم تعليقات آلية تلقائية للطلاب الذين يتم طرح أسئلة محددًا مسبقًا من أحد بنوك الأسئلة.غير أن هذا النهج يفتقر إلى التوجيه الذي يمكن أن يوفره المعلمون داخل الفصل الدراسي. كما أن الاتجاهات الحالية في التعلم عن بعد تدعو إلى استخدام التعلم التكيفي لتطبيق السلوك الديناميكي الذكي في بيئة التعلم.
خلال الوقت الذي يقضيه الطالب في تعلم مفهوم جديد يتم اختباره على قدراته وتقوم سجلات قواعد البيانات الخاصة بالطالب بتتبع تقدمه باستخدام أحد النماذج. يأخذ الجيل الأحدث من أنظمة التعلم عن بعد إجابات الطلاب ويتكيف مع القدرات المعرفية للطالب باستخدام مفهوم يسمى 'المنصات المعرفية'. المنصات المعرفية هي قدرة نظام التعلم الآلي على إنشاء مسار تعليمي للتقييم من الأقل إلى الأعلى بناءً على القدرات المعرفية الموضحة. إن التطبيق الناجح الحالي للتعلم التكيفي في التعلم عن بعد على شبكة الإنترنت هو محرك Maple لـ WebLearn من قبل جامعة RMIT الأسترالية. يعتبر WebLearn تطبيق متقدم حيث أنه يمكنه تقييم الأسئلة المطروحة على الطلاب حتى لو كانت تلك الأسئلة ليس لها إجابة ومميزة كالأسئلة الموجودة في مجال الرياضيات.
يمكن دمج التعلم التكيفي لتسهيل التعاون الجماعي داخل بيئات التعلم عن بعد مثل المنتديات أو خدمات مشاركة الموارد. تتضمن بعض الأمثلة عن كيفية مساعدة التعلم التكيفي في التعاون:التجمعات التلقائية للمستخدمين الذين يمكلكون اهتمامات مشتركة، وتخصيص الروابط إلى مصادر معلومات بناءًا على اهتمامات المستخدم المعلنة أو عادات تصفح المستخدمين.

### تصميم الألعاب
في عام 2014 ، أنهى باحث تعليمي دراسة متعددة السنوات للتعلم التكيفي لتصميم الألعاب التعليمية. طور الباحث وصدق على نموذج ALGAE (تصميم لعبة التعلم التكيفي) ، وهو نموذج تعليمي تكيفي شامل يعتمد على نظريات وممارسات تصميم الألعاب، والاستراتيجيات التعليمية، و أيضًا نماذج التكيف. وقد امتد البحث ليغطي الأبحاث السابقة في تصميم الألعاب والاستراتيجيات التعليمية والتعلم التكيفي، وجمع هذه المكونات الثلاثة في نموذج واحد معقد.
أسفرت الدراسة عن تطوير نموذج تصميم لعبة تربوي تعليمي ليعمل كدليل لمصممي الألعاب ومصممين العملية التعليمية والموجهين التربويين بهدف زيادة مخرجات التعليم. أكد المشاركون في الاستطلاع على قيمة نموذج ALGAE وقدموا إحصاءات محددة حول بناء النموذج واستخدامه ومزاياه والتحديات التي تواجهه. يعتمد نموذج ALGAE الحالي على هذه الأفكار.يعمل النموذج الآن كمبدأ توجيهي لتصميم وتطوير ألعاب الكمبيوتر التعليمية.
تم تقييم قابلية تطبيق النموذج على أنه متعدد الاستخدام في مجالاتعدة بما في ذلك الوكالات / الوحدات الحكومية والعسكرية، وفي صناعة الألعاب، وايضًا الأوساط الأكاديمية.سيتم تحقيق القيمة الفعلية للنموذج ونهج التنفيذ المناسب (المركّز أو غير المركّز) بشكل كامل مع تبنّي وانتشارا نموذج ALGAE .

## أدوات التطوير
في حين أن ميزات التعلم التكيفي غالبا ما يتم ذكرها في المواد التسويقية للأدوات، إلا أن نطاق التكيف قد يكون مختلفًا بشكل كبير. تميل أدوات المسترى المبتدئ إلى التركيز على تحديد مسار المتعلم استنادًا إلى معايير مبسطة مثل إجابة المتعلم لسؤال متعدد الخيارات. قد تؤدي الإجابة الصحيحة إلى انتقال المتعلم إلى مسار التعلم A ، في حين أن الإجابة غير الصحيحة قد تأخذه إلى مسار التعلم B.على الرغم من أن هذه الأدوات توفر طريقة مناسبة للتفرّع الأساسي، فإنها غالباً ما تعتمد على نموذج خطي أساسي، حيث يتم ببساطة إعادة توجيه المتعلم إلى نقطة ما في مكان ما على طول خط تعلم معرف مسبقاً.ونتيجة لذلك، فإن قدراتها لا ترقى إلى مستوى التكيف الحقيقي. ينما في الطرف الآخر، توجد أدوات متطورة تمكن من إنشاء تكيفات معقدة للغاية تستند إلى أي عدد من الشروط المعقدة. قد تتعلق هذه الشروط بما يقوم به المتعلم حاليا، والقرارات السابقة، والتتبع السلوكي، والأنشطة التفاعلية والخارجية على سبيل المثال لا الحصر.لا تحتوي هذه الأدوات المتقدمة بشكل عام على نظام ملاحة أساسي لأنها تميل إلى استخدام أساليب الذكاء الاصطناعي مثل نظام الاستدلال. نظرًا للفرق الأساسي في التصميم، فإن الأدوات المتقدمة قادرة على توفير قدرات تقييم غنية. بدلاً من أخذ سؤال بسيط متعدد الخيارات، يمكن تقديم المحاكاة المعقدة إلى المتعلم حيث يتم النظر في عدد من العوامل لتحديد كيفية تكيف المتعلم.